# Crotalaria blanda
Crotalaria blanda är en ärtväxtart som beskrevs av Roger Marcus Polhill. Crotalaria blanda ingår i släktet sunnhampor, och familjen ärtväxter. Inga underarter finns listade i Catalogue of Life.